# Ablon
Ablon és un municipi francès, situat a la regió de Normandia, al departament de Calvados. El 2021 tenia 1.187 habitants.